# جائزة أورويل
جائزة أورويل هي جائزة بريطانية للكتابة السياسية، مقرها في كلية لندن الجامعية. تُمنح هذه الجائزة من قبل مؤسسة أورويل وهي مؤسسة خيرية مستقلة (مؤسسة خيرية مسجلة بالرقم 1161563، كانت تُعرف سابقًا باسم "جائزة أورويل") يحكمها مجلس أمناء. تُمنح أربع جوائز كل عام: واحدة لكتاب روائي (تأسست هذه الجائزة عام 2019) وأخرى لكتاب غير روائي عن السياسة، وواحدة للصحافة وواحدة عن «كشف الشرور الاجتماعية في بريطانيا» (تأسست هذه الجائزة عام 2015). وما بين عامي 2009 و 2012، مُنحت جائزة خامسة للتدوين. في كل حالة، يكون الفائز ضمن القائمة المختصرة التي تكون أقرب إلى طموح جورج أورويل في «تحويل الكتابة السياسية إلى فن». في عام 2014، أُطلقت جائزة أورويل للشباب، التي استهدفت المدرسة لأعمار 9 إلى 13 من أجل «دعم وإلهام جيل جديد من الكتاب الشباب الملتزمين بالسياسة». في عام 2015، أطلقت جائزة أورويل لفضح الشرور الاجتماعية في بريطانيا برعاية مؤسسة جوزيف راونتري ودعمها. أسس المُنظِّر السياسي البريطاني السير برنارد كريك جائزة أورويل في عام 1993، مستخدمًا أموالاً من عائدات الطبعة الورقية لسيرته الذاتية لأورويل. الرعاة الحاليون هم ريتشارد بلير، نجل أورويل والمجلة الفصلية السياسية ومؤسسة جوزيف راونتري والوكلاء الأدبيون لملكية أورويل. كانت الجائزة في السابق برعاية مؤسسة المعايير الإعلامية ورويترز. ظل برنارد كريك رئيسًا للقضاة حتى عام 2006؛ ومنذ عام 2007 تولى المؤرخ الإعلامي البروفيسور جان سيتون منصب مدير الجائزة. ويجري تعيين لجان التحكيم لجميع الجوائز الأربع سنويًا.

## الفائزون وقائمة المرشحين النهائية

### جائزة أورويل للعمل السياسي الخيالي (2019-)
- 2019 آنا برنز- بائع الحليب
- 2020 كولسون وايتهيد-فتية السنتات الخمس

### جائزة أورويل للكتابة السياسية (2019-)
- 2019 باتريك رادين كيفي- لا تقل شيئاً: قصة حقيقة عن قاتلٍ وذكريات في شمال إيرلندا.
- كاتي كلنشي- ما درسته لبعض الأولاد وما هم درسوني.[4]

### فئة الكتاب المجمع (1994-2018)
- 1994 أنتول ليفين- الثورة البلطيقية: أستونيا، لاتيفيا، ليتونيا، وطريقهم للاستقلال.
- 1995 فيونيولا أوكونور - البحث عن دولة: الكاثوليك في إيرلندا.
- 1996 فيرجيل كاين - موسمٌ من الدم: رحلة رواندية
- 1997 بيتر كودين- موكيوا: الولد الأبيض في أفريقيا
- 1998 باتريشيا هولس- جيني لي: الحياة
- 1999 دونالد ميشيل توماس - ألكسندر سولزينتيسن: مئة عام من حياته.
- 2000  براين كاثكارت - حالة ستيفن لورانس
- 2001 مايكل إغناتيف - حرب افتراضية
- 2002 ميراندا كارتر - أنتوني بلانت: حياته 2003
- 2003
  - فرانسيس وين - الاضطراب والجنون العابر: الصحافة المجمعة 1991-2000
  - ماثيو باريس - شاهد بالمصادفة: حياة دخيل في السياسة.
  - روبرت جيلديا - ماريان مكبلة بالسلاسل: بحث عن الاحتلال الألماني 1940-45
  - ريتشارد ويت - الوطنيون: الهوية الوطنية في بريطانيا 1940-2000
  - نيل أشرسون – أصوات حجرية: البحث عن اسكتلندا
- 2004
  - روبرت كوبر – تحطيم الأمم: النظام والفوضى في القرن الحادي والعشرين.
  - مونيكا علي – مسار الطوب
  - جون كامبل - مارجريت تاتشر - المجلد الثاني: السيدة الحديدية
  - نورمان ديفيز - صعود 44: معركة وارسو
  - هوغو يونغ - تناول الطعام مع الشياطين: الصحافة السياسية من تاتشر إلى بلير.
- 2005
  - مايكل كولينز – أشباهنا: سيرة ذاتية لطبقة العمل البيضاء
  - تيموثي جارتون آش - عالم حر
  - هيلينا كينيدي - قانون عادل
  - أندرو مار - تجارتي: تاريخ قصير للصحافة البريطانية
  - إيان بوروما وأفيشاي مارغاليت - الاستغراب: تاريخ قصير لمناهضة الغرب
  - جولييت غاردينر - زمن الحرب: بريطانيا 1939-1945
- 2006
  - ديليا جاريت ماكولي - موسى والمواطن وأنا [5]
  - برنارد هير - جريمشو الحضرية وطاقم السقيفة
  - ريتشارد ويبستر - سر برين إستين: صنع مطاردة حديثة لساحرة
  - ميشيلا رونغ- كيف استخدم العالم أمة أفريقية صغيرة وأساء معاملتها
  - ديفيد لون - خط المواجهة: القصة الحقيقية للمنشقين البريطانيين الذين غيروا تقارير الحرب.
  - إيكو إشون - الذهب الأسود للشمس: البحث عن وطن في إنجلترا وأفريقيا
- 2007
  - بيتر هينيسي - امتلاكها جيد جداً: بريطانيا في الخمسينيات
  - سيمون جنكينز - تاتشر وأولاده: ثورة في ثلاثة أعمال
  - روري ستيوارت - المخاطر المهنية: وقتي في حكم العراق
  - لويس بيج - الأسود والحمير والديناصورات: الخراب والتخبط في الجيش
  - كارمن كاليل – ولاء سيئ: تاريخ منسي للعائلة والوطن
  - هيو بروغان - الكسيس دي توكفيل: نبي الديمقراطية في عصر الثورة
- 2008
  - رجاء شحادة - نزهات فلسطينية: غزوات في مشهد متلاشٍ
    - نيك كوهين - ماذا بقي؟

  - جاي غريفيث – وحشي
  - وليام هيغ - ويليام ويلبرفورس
    - محمد حسين – الإسلامي

  - مارينا ليوكا-  قافلتان
  - كلايف أدريان ستافورد سميث – رجال سيئون
- 2009
  - أندرو براون - الصيد في المدينة الفاضلة: السويد والمستقبل الذي اختفى.[6]
  - توني جودت - إعادة تقييم: تأملات في القرن العشرين المنسي.
  - أوين ماثيوز - أطفال ستالين: ثلاثة أجيال من الحب والحرب.
  - هسياو هونغ باي - همسات صينية: القصة الحقيقية وراء جيش العمل البريطاني الخفي.
  - أحمد راشد - الانزلاق إلى الفوضى: الولايات المتحدة وفشل بناء الأمة في باكستان وأفغانستان وآسيا الوسطى.
  - مارك تومسون - الحرب البيضاء: الحياة والموت على الجبهة الإيطالية 1915-1918
- 2010
  - أندريا جيليس - حارس المرمى
  - كريستوفر دي بيليج - أرض المتمردين: من بين الشعوب المنسية في تركيا
  - بيتينا جابا - مرثاة لعيد الفصح
  - جون كامنفر- الحرية للبيع: كيف كسبنا المال وخسرنا حريتنا
  - كنعان مالك - من الفتوى إلى الجهاد: قضية رشدي وإرثها
  - مايكل رونغ- حان دورنا لتناول الطعام: قصة صافرة كينية
- 2011
  - توم بينغهام - سيادة القانون[7]
  - أفسانة مقدم - الموت للديكتاتور!: مشاهدة انتخابات إيران وإسقاط الجمهورية الإسلامية
  - كريستوفر هيتشنز - هيتش 22 أوليفر بولو - لتكن شهرتنا عظيمة: رحلات بين شعوب القوقاز المتحدة
  - ريتشارد ثورب - سوبرماك: حياة هارولد ماكميلان
  - هيلين دنمور- الخيانة
- 2012
  - توبي هارندن – بعث الرجال الميتين[8]
  - ميشا جليني - السوق المظلم: سراق الإنترنت وحماة الإنترنت وأنت
  - غافن نايت - فأر هود
  - ريتشارد لويد باري - الناس الذين يقتاتون على الظلام: مصير لوسي بلاكمان
  - سيدهارتا ديب - الجميلة والملعون: الحياة في الهند الجديدة
  - جوليا لوفيل - حرب الأفيون
- 2013
  - أندرو ويليامز- عملية اغتيال بريطانية بحتة: مقتل بهاء موسى
  - كارمن بوجان - دفن الآلة الكاتبة
  - بانكاج ميشرا - من أنقاض الإمبراطورية
  - كلايف ستافورد سميث – الظُلم
  - ريتشارد هولواي - مغادرة الإسكندرية
  - رجاء شحادة - يوميات الاحتلال
  - ماري كولفين – في خط المقدمة: الصحافة المجمعة لماري كولفين
- 2014
  - ألان جونسون - هذا الفتى: مذكرات طفولة[9]
  - غايوترا بهادور-  الامرأة غير المجدة
  - تشارلز مور - ليس من أجل التحول
  - ديفيد جودهارت - الحلم البريطاني
  - فرانك ديكوتير - مأساة التحرير
- 2015
  - جيمس ميك - جزيرة خاصة: لماذا أصبحت بريطانيا الآن ملكًا لشخص آخر
  - رنا داسجوبتا - العاصمة: اندلاع دلهي
  - نيك ديفيز – هجوم الاختراق: كيف اصطدمت الحقيقة مع روبرت مردوخ
  - دان ديفيز - في مرمى البصر: حياة وأكاذيب جيمي سافيل
  - ديفيد كيناستون - بريطانيا العصرية: فتح الصندوق، 1957-1959
  - لويزا ليم - جمهورية فقدان الذاكرة الشعبية: إعادة النظر في تيانانمين
- 2016
  - أركادي أوستروفسكي - اختراع روسيا
  - ويندل ستيفنسون - يدور حول الميدان
  - جون كاي - أموال الناس الأخرى
  - جايسون بيرك - التهديد الجديد من التشدد الإسلامي
  - جبل فرديناند - دموع الراجا الهندي
  - إيما سكاي – التفكك
- 2017
  - جون بيو - المواطن كليم: سيرة أتلي
  - روث دادلي إدواردز - السبعة: حياة وموروثات الآباء المؤسسين لجمهورية أيرلندا
  - تيم شيبمان - الحرب الشاملة: القصة الكاملة لكيفية تأثير خروج بريطانيا من الاتحاد الأوروبي على الطبقة السياسية لبريطانيا.
  - جي دي تايلور - قصة الجزيرة: رحلات حول بريطانيا غير المألوفة
  - إدريان تيمباني- وتشرق الشمس الآن: كيف غيّر الدوري الممتاز ومجزرة هيلزبرة بريطانيا.
  - غاري يونج - يوم آخر في وفاة أمريكا: قصة عشر أرواح قصيرة
- 2018
  - دارين ماكغارفي - سفاري الفقر
  - كريستوفر دي بيليج - التنوير الإسلامي: الصراع الحديث بين الإيمان والعقل
  - كورديليا فاين - هرمون تيستوستيرون ريكس
  - مارك مازور - ما لم تقله لعلي سميث - شتاء
  - كلير ويلز - عشاق وغرباء: تاريخ مهاجر لبريطانيا ما بعد الحرب.
  - جرى تقسيم جائزة الكتاب ابتداء من عام 2019 إلى فئتين؛ خيالي وواقعي.

### جائزة أورويل للصحافة (1994 -)
- 1994 نيل أشرسون
- 1995 بول فوت وتيم لاكستون

- 1996 ميلاني فيليبس
- 1997 إيان بيل
- 1998 بولي توينبي
- 1999 روبرت فيسك
- 2000 ديفيد ماكيتريك
- 2001 ديفيد آرونوفيتش
- 2002 ياسمين البهاي براون
- 2003 بريان سيويل
- 2004 فانورا بينيت
- 2005 ماثيو باريس
- 2006
  - تيموثي جارتون آش
  - ستيف ريتشاردز
  - أوليفر بيركمان
  - ليزلي ريدوك
  - جوناثان فريدلاند
  - برونوين مادوكس
- 2007
  - بيتر بومونت
  - جون رينتول
  - مارتن برايت
  - بيتر هيتشنز
- 2008
  - يوهان هاري (الملغي في 2011)
  - كلايف جيمس
  - أنطون لا غوارديا
  - أندرو رونسلي
  - ماري ريدل
  - بول فاليلي
- 2009
  - باتريك كوكبيرن
  - بيتر أوبورن
  - بيتر هيتشنز
  - هنري بورتر
  - دونالد ماكنتاير
  - كاثرين بينيت
- 2010
  - بيتر هيتشنز
  - بول لويس
  - جون ارليدج
  - هاميش ماكراي
  - ديفيد رينولدز
  - أنتوني لويد
  - إميليا جنتلمان
- 2011
  - جيني راسل
  - راشيل شابي
  - فيليب كولينز
  - جديون راشمان
  - ديكلان والش
  - كاثرين ماير
  - إميليا جنتلمان
- 2012
  - إميليا جنتلمان
  - إدوارد دوكس
  - دانيال فينكلستين
  - ديفيد جيمس سميث
  - سيمون كوبر
  - بول لويس
- 2013
  - أندرو نورفولك وتوم بيرجين
  - كيم سينغوبتا
  - جميل أندرليني
  - إيان كوبين
  - كريستينا باترسون
- 2014
  - غيث عبد الأحد
  - جيمس أستيل
  - جوناثان فريدلاند
  - أديتيا تشاكرابورتي
  - ماري ريدل
  - أدريان أنطونيو جيل
  - جديون راشمان
- 2015
  - مارتن شولوف
  - روزي بلاو
  - ريبيكا أومونيرا-أويكانمي
  - بيتر روس
  - ماري ريدل
  - كيم سينغوبتا
- 2016
  - أيونا كريج وجدعون راتشمان
  - دوغلاس موراي
  - أوليفر بولو
  - ديفيد جاردنر
  - شيراز ماهر
  - لويز تايكل
- 2017
  - فينتان أوتول
  - روزي بلاو
  - كارول كادوالدار
  - أديتيا تشاكرابورتي
- نيك كوهين
  - جون هاريس
  - بول وود
- 2018
  - كارول كادوالادر
  - إدوارد كار
  - سام نايت
  - أنتوني لويد
  - جاك شنكر
  - جانيس تيرنر

### جائزة أورويل لفضح الشرور الاجتماعية في بريطانيا (2015 -)
- 2015
  - أليسون هولت - رعاية المسنين والضعفاء، هيئة الإذاعة البريطانية
  - رانديب راميش - المقامرة على غرار الكازينو كمرض اجتماعي |||
  - نيك ماثياسون - أزمة الإسكان البريطانية الكبيرة
  - مارك تاونسند - سيركو: البحث عن الحقيقة داخل خشب يارل
  - جورج أربوثنوت - عبيد في خطر على البحر
  - أدايتا تشاكرابورتي- أزمة الإسكان في لندن
- 2016
  - نيسي جيرارد- الكلمات تفشلنا: الخرف والفنون
  - الفاينانشيال تايمز (سالي غينزبري، سارة نيفيل وجون بيرن مردوخ) - دولة التقشف
  - القناة الرابعة (جاكي لونج، جوب رابكين ولي سوريل) - احتجاز متخفي: داخل خشب يارل
  - مايكل بوكانان - التحقيق في إخفاقات خدمات الصحة الوطنية
  - معيار لندن المسائي (ديفيد كوهين، مات ريتل وكيران مينساه) - العقار الذي نحن فيه
  - الغارديان (ديفيد لي، جيمس بول، جولييت جارسايد وديفيد بيج) ملفات شركة هونغ كونغ وشنغهاي للخدمات المصرفية.